# كارينا فارس
كارينا فارس (باليابانية: 藤崎カリーナ) هي عارضة وممثلة يابانية، ولدت في 20 يناير 1997 في طوكيو في اليابان.